# Bobby Martin
Robert Marvin "Bobby" Martin  (Atlantic City, Nueva Jersey; 18 de agosto de 1969) es un exjugador de baloncesto estadounidense. Con 2,05 metros de estatura, jugaba en la posición de pívot.

## Trayectoria
- High School. Atlantic City, New Jersey.
- 1987-91 NCAA. Universidad de Pittsburgh.
- 1991-94 CBA. Quad City Thunder.
- 1994-96 ACB. CB Murcia.
- 1996-97 ACB. Taugrés Vitoria.
- 1997-98 Liga de Turquía. Tuborg Izmir.
- 1997-98 CBA. Rockford Lightning.
- 1997-99 ACB. Real Madrid.
- 1999-00 CBA. Rockford Lightning.
- 2000-01 CBA. Quad City Thunder.
- 2000-01 ACB. Canarias Telecom.
- 2001-02 ACB. Breogán Lugo.
- 2002-03 ACB. Cáceres CB.
- 2003-04 ACB. Joventut de Badalona.
- 2004-05 ACB. Unicaja Málaga.
- 2005-06 ACB. Tenerife Club de Baloncesto
- 2006-07 LEB Oro. Club Melilla Baloncesto

## Palmarés
- Campeón de la CBA 1993-94 con los Quad City Thunder.